# Clermont (Alta Savoia)
Clermont è un comune francese di 431 abitanti situato nel dipartimento dell'Alta Savoia nella regione dell'Alvernia-Rodano-Alpi.

## Storia

### Simboli
La prima parte dello stemma riprende il blasone della famiglia de Clermont-Mont-Saint-Jean (ramo del Casato di Clermont-Tonnerre).

## Società

### Evoluzione demografica
Abitanti censiti